# Noise rock
Noise rock, noise punk – styl w muzyce rockowej, który wyewoluował z punk rocka (szczególnie post punku i no wave). Wykonawcy tego nurtu wykorzystują tradycyjne rockowe instrumentarium, podobne co w innych odmianach rocka podziały rytmiczne, jednocześnie używając dużej ilości szumów, zgrzytów, pisków i dysonansów charakterystycznych dla muzyki noise.
Za protoplastów noise rocka można uznać wykonawców protopunkowych (np. The Stooges, The Velvet Underground czy Captain Beefheart and His Magic Band) oraz niektórych wykonawców z nurtu rocka progresywnego (nagrania King Crimson), a także The Who i Jimiego Hendrixa z jego zamiłowaniem do nietypowych technik grania na gitarze elektrycznej, sprzężeń i dźwięków elektronicznie modulowanych. Z drugiej strony słychać silne wpływy japońskiej sceny awangardowej (Merzbow, Karkowski), czy muzyków kraut rockowych.
Za najbardziej znanych wykonawców noise rockowych uchodzą Sonic Youth, Swans, Half Japanese, Unwound, Lightning Bolt, The Jesus Lizard, Flipper, Today is the Day, Melt Banana, The Ex, Shellac czy Big Black. Elementy noise rocka widoczne są także w twórczości niektórych grup grunge’owych (np. album „In Utero” Nirvany, TAD, Mudhoney), mathcore’owych (Botch, Converge, The Dillinger Escape Plan) czy metal (Sunn O))), Kobong).
Wśród polskich wykonawców największą popularność zdobyły zespoły Tissura Ani, Something Like Elvis i Ewa Braun.

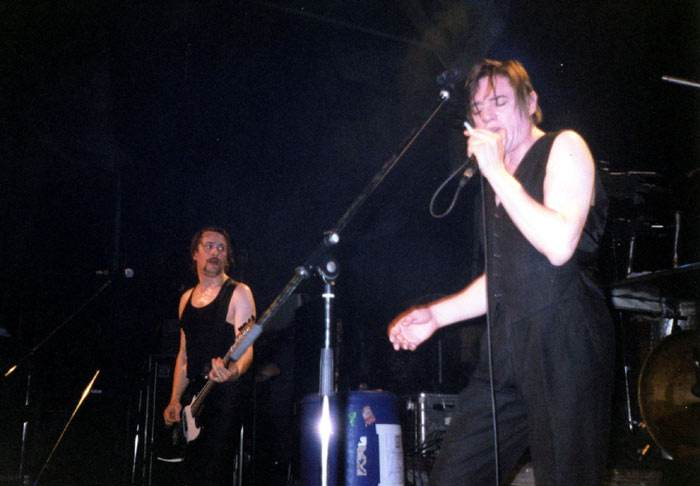
Einstürzende Neubauten
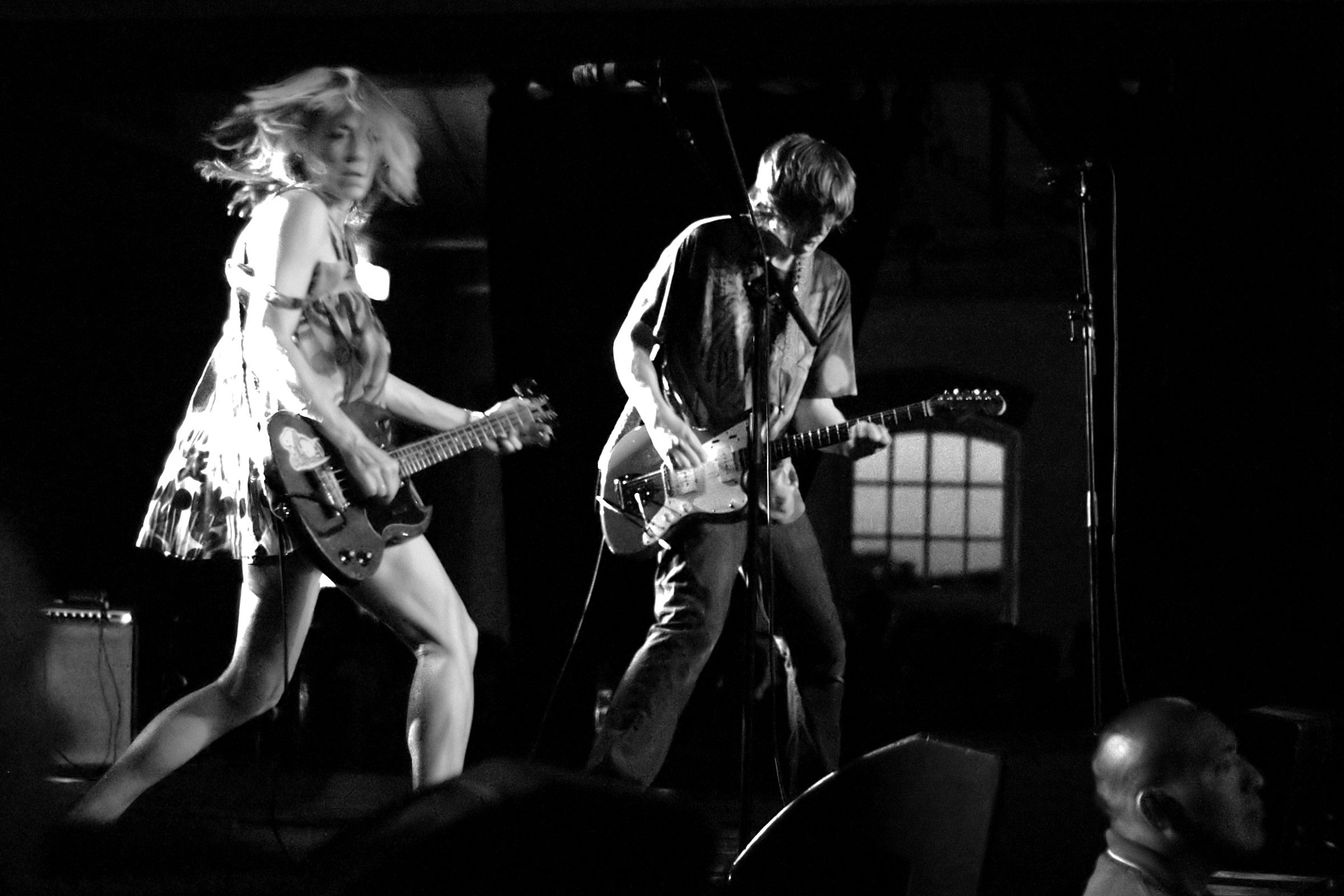
Sonic Youth
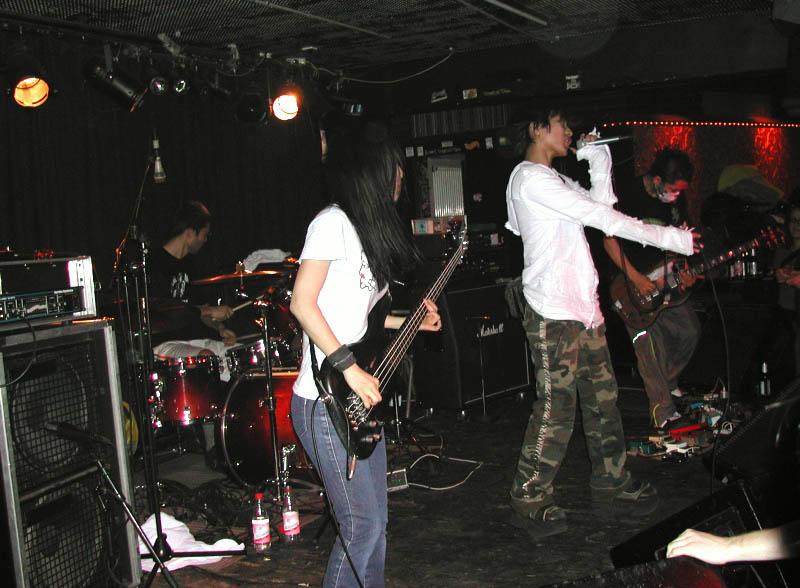
Melt Banana
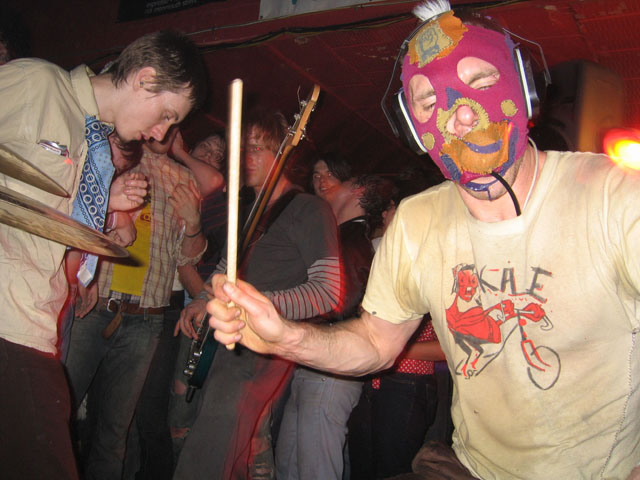
Lightning Bolt